# Ja’ir Schamir

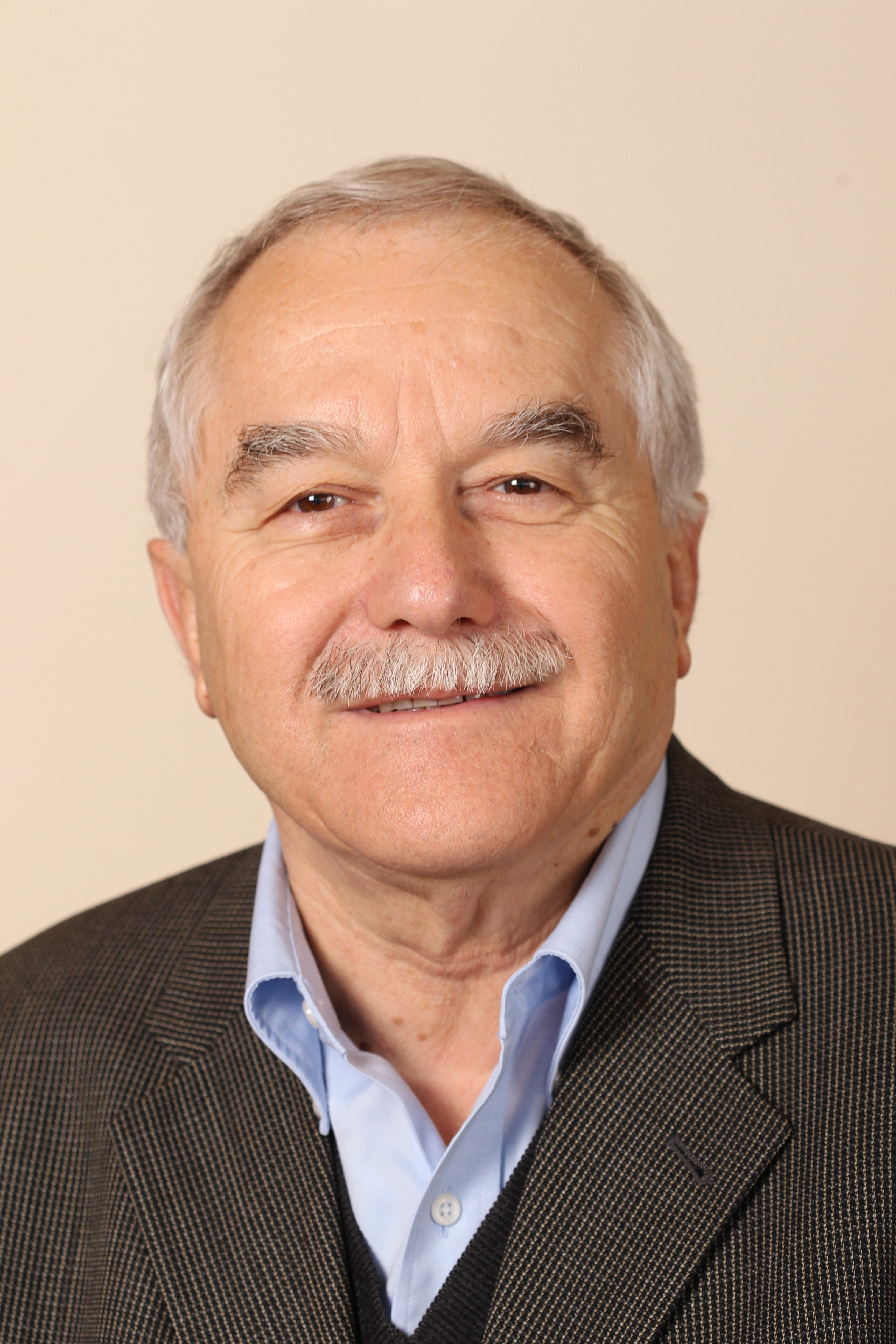
Ja’ir Schamir

Ja’ir Schamir (hebräisch יאיר שמיר‎; * 18. März 1945 in Ramat Gan) ist ein israelischer Politiker. Vom 18. März 2013 bis 14. Mai 2015 war er israelischer Landwirtschaftsminister.

## Familie
Er wurde als Sohn von Jitzchak Schamir geboren. Er wurde nach Awraham „Ja’ir“ Stern benannt, dem Begründer der Gruppe Lechi. Schamir wuchs in Tel Aviv auf. Als er ein Jahr alt war, wurde sein Vater Jitzchak von den Briten festgenommen und nach Eritrea geschickt. Als Schamir zwei Jahre alt war, wurde seine Mutter aufgrund ihrer Tätigkeit als Lechi-Mitglied festgenommen. Er lebt heute in Savjon (hebräisch סַבְיוֹן), einem Ort zwischen Petach Tikwa, Kirjat Ono und Jehud. Er ist mit Ella verheiratet. Das Paar hat drei Kinder und sieben Enkel.

## Politik
In einem Interview, das er The Jewish Press 2004 gab, meinte Schamir, dass er es nicht für möglich halte, das Land den Arabern zurückzugeben, aber dass er einen Kompromiss für möglich halte, wenn das absolut notwendig sei. Weiterhin sagte er, dass der seinerzeitige amerikanische Präsident George W. Bush für Israel besser gewesen sei als der damalige israelische Premierminister Ariel Scharon. Er habe demzufolge auch Benjamin Netanjahu dafür kritisiert, dem Druck anderer zu leicht nachzugeben. Schamir meinte demnach, dass Israel das tun solle, was es für richtig halte, ohne Rücksicht auf die Vorbehalte anderer. Schamir war auch gegen den Gefangenenaustausch von Elhanan Tanenboym mit der Hisbollah. Als Abgeordneter von Jisra’el Beitenu war er vom 18. März 2013 bis 14. Mai 2015 israelischer Landwirtschaftsminister.